# Nahuel Tenaglia
Nahuel Tenaglia (Saladillo, provincia de Buenos Aires, Argentina, 21 de febrero de 1996) es un futbolista argentino. Juega como defensa y su equipo es el Deportivo Alavés de la La liga EA Sports.

## Trayectoria

### Inicios
Comenzó a dar sus primeros pasos en el deporte más popular de Argentina, de pequeño, y como una gran cantidad de niños de Saladillo lo hizo en la Escuela de Fútbol del Vasco Olarticoechea, el máximo referente futbolísticamente hablando de esta ciudad bonaerense. Luego llegó el momento de transitar por las categorías de inferiores del Club Argentino de Saladillo, para después dar el gran salto al Club Atlético Boca Juniors. Estando lejos de casa y de todos sus afectos, el pequeño Nahuel buscaba escalar en su carrera deportiva. Tras un tiempo en el Xeneize, Tenaglia regresó a Saladillo para continuar su actividad en el Club S. C y D. La Lola, y luego en el Club Huracán de Saladillo; hasta recaer finalmente en Atlanta.

### Atlanta
Llegó a Atlanta en 2014 a la edad de 18 años, luego de 8 pruebas realizadas quedó definitivamente en el equipo de Villa Crespo; realizó su debut profesional el sábado 26 de octubre de 2016, día que quedará para siempre en su memoria y en la de sus familiares y amigos. Firmó su primer contrato en el fútbol profesional el 24 de febrero de 2017. Formó parte del plantel que disputó la segunda mitad de esa temporada, en total jugó un total de 25 partidos y fue expulsado solo una vez. Fue figura en algunos partidos del campeonato y es querido por su público y admirado en Saladillo, su lugar de nacimiento.

### Talleres
Llegó a préstamo con opción de compra del 70 % a Talleres en agosto de 2017. Jugó algunos partidos como lateral derecho, siendo suplente de Leonardo Godoy. Terminada la temporada, el club cordobés renovó el préstamo por otro año.
En 2019 se gana la titularidad como defensor central. Fue observado en ese año por Walter Samuel, miembro del cuerpo técnico de la Selección Argentina, durante el partido entre Talleres y Banfield, quien se llevó una buena imagen del jugador. Con la llegada de Rafa Pérez, comenzó a ocupar el lateral derecho, teniendo muy buenas actuaciones en esa posición. Durante la temporada 2020, fue seguido más de cerca por el cuerpo técnico de Scaloni.

### Deportivo Alavés
En el mercado de invierno de 2022 llegó a préstamo por lo que restaba de temporada más la siguiente al Deportivo Alavés, que en ese momento jugaba en la Primera División de España. Este préstamo incluía una cláusula de compra al final de la cesión. Esta opción de compra no se hizo efectiva, pero ambos clubes acordaron su traspaso en agosto de 2023 y firmó un contrato hasta 2027.

## Clubes
| Club                      | País      | Año        | Partidos | Goles |
| ------------------------- | --------- | ---------- | -------- | ----- |
| C. A. Atlanta             | Argentina | 2016-2017  | 20       | 0     |
| C. A. Talleres            | Argentina | 2017-2023  | 107      | 9     |
| Deportivo Alavés (cedido) | España    | 2022- Act. | 90       | 5     |

Fuente